# Günther I
Guenther Waldeck-Schwalenberg – w okresie od 1277 do 1278 arcybiskup Magdeburga i od 1307 do 15 maja 1310 biskup Paderborn.
Gunther pochodził z rodu hrabiów Waldeck-Schwalenberg był biskupem diecezji Paderborn i założycielem opactwa NMP w Munster. Jego rodzina posiadała ziemie w północnej Westfalii. Jego ojcem był Wolkwin III Waldeck-Schwalenberg a matką Ermengarda. Spośród jedenastu dzieci Wolkwina i jego żony, dwóch synów zostało biskupami: Günter i Wolkwin biskup Minden. Kuzyn Gunthera Widukind Waldeck-Schwalenberg był biskupem Osnabrück (1265–1269), a jego bratanek Konrad von Sternberg był arcybiskupem Magdeburga (1266–1277).
Był dziekanem Goslar. W 1268 został kanonikiem w Magdeburgu, gdzie jego bratanek Konrad był arcybiskupem od 1266.
W tym samym czasie rozpoczęły się w obszarze Magdeburga nowe waśnie i zamieszki: Otto IV margrabia brandenburski chciał osadzić swego brata Eryka na fotelu biskupim i w 1277 sprzymierzył się z księciem Saksonii przeciw elektowi Guntherowi. Otto zniszczył klaszor i zajął większość terenów arcybiskupstwa. Gunter zmęczony układem sił i ciągłą ofensywą margiabiego poddał się, z fotela biskupiego zrezygnował w marcu 1278, jeszcze nie konsekrowany ale już wybrany. Jego następcą został jeden z jego przeciwników, Bernard Wolpe, który zrezygnował po krótkim czasie gdyż papież Marcin IV mianował na jego miejsce Eryka Brandenburskiego, nowego arcybiskupa Magdeburga.
W 1307 Günther został biskupem Paderborn. Po potwierdzeniu przez metropolitę Moguncji i przekazanie insygniów przez króla Henryka VII Gunter został już wybranym i zatwierdzonym biskupem Paderborn. Ale nawet tu w Westfalii, okazał się słabym władcą. W rzeczywistości to jego szambelan Prewost Bernard Lippe był administratorem diecezji. Od 1308 był opiekunem biskupa i od 1309 przewodniczącym Stałej Rady, zwany był obrońcą i opiekunem biskupa. Guenther zrezygnował w 1310 Prawdopodobnie powrócił do klasztoru siostry Marii w Münster, i tam jest on prawdopodobnie pochowany. Jego następcą został jego kuzyn Dietrich von Itter.